# Khady Hane

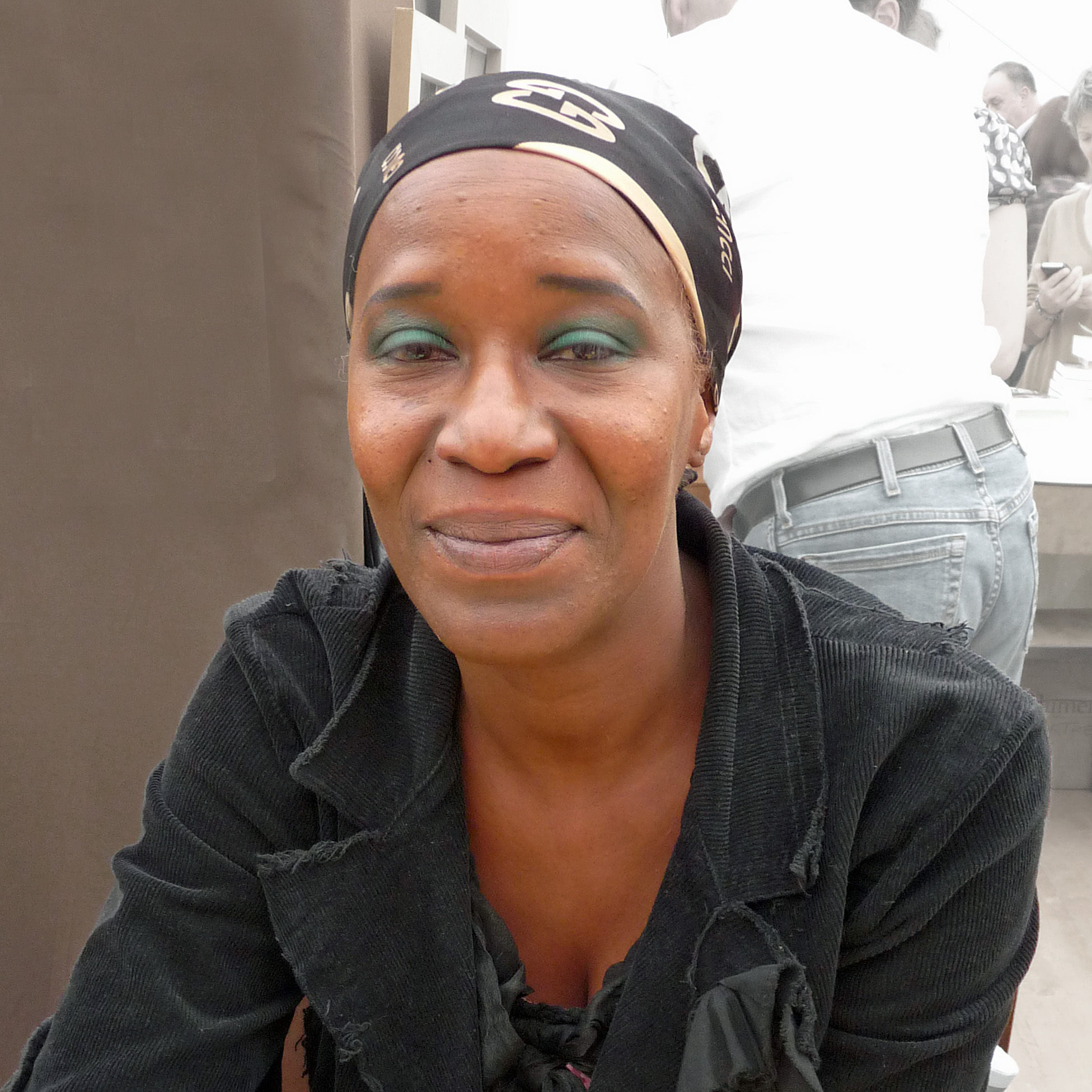
Khady Hane (2011)

Khadidjatou Hane, Khady Hane (Dakar, 6 de diciembre de 1962) es una escritora de Senegal, que reside actualmente en Francia, donde realizó sus estudios superiores en la Universidad de París.